# Lepidozia vitrea
Lepidozia vitrea là một loài rêu tản trong họ Lepidoziaceae. Loài này được Stephani miêu tả khoa học lần đầu tiên năm 1897.